# 細葉剪刀股
細葉剪刀股（學名：Ixeris debilis）為多年生草本植物，菊科兔仔菜属。

## 形態描述
具地下匍匐莖，於節處生根。呈葉線形或匙形，全緣至羽裂，頭花黃色，直徑可達到38mm，每一花軸上具有1到5個頭花。

## 分佈
其分佈於新竹至宜蘭的濱海地區，生長在海邊砂地或者近海的砂質荒地。

## 外部連結
- 維基物種上的相關：细叶剪刀股